# Честер (округ, Пенсільванія)
Шаблон:StateAbbr_ 39°58′ пн. ш. 75°45′ зх. д. / 39.97° пн. ш. 75.75° зх. д.
Округ Честер (англ. Chester County) — округ (графство) у штаті Пенсільванія, США. Ідентифікатор округу 42029.

## Історія
Округ утворений 1682 року.

## Демографія
За даними перепису
2000 року
загальне населення округу становило 433501 осіб, зокрема міського населення було 350945, а сільського — 82556.
Серед мешканців округу чоловіків було 212739, а жінок — 220762. В окрузі було 157905 домогосподарств, 113303 родин, які мешкали в 163773 будинках.
Середній розмір родини становив 3,15.
Віковий розподіл населення поданий у таблиці:
| Стать    | До 15 років | 15-21 | 22-29 | 30-39 | 40-49 | 50-65 | 65-85 | Понад 85 |
| -------- | ----------- | ----- | ----- | ----- | ----- | ----- | ----- | -------- |
| Чоловіки | 48893       | 19759 | 19005 | 33526 | 36462 | 33828 | 19703 | 1563     |
| Жінки    | 46098       | 19812 | 18438 | 34939 | 37355 | 34709 | 25207 | 4204     |

## Персоналії
- Х'ю Вільямсон (1735—1819) — американський політик.
- Джордж Ліппард (1822—1854) — американський письменник, журналіст, драматург і активіст, один з попередників реалізму в літературі США.

## Суміжні округи
- Беркс — північ
- Монтгомері — північний схід
- Делавер — схід
- Нью-Касл, Делавер — південний схід
- Сесіл, Меріленд — південь
- Ланкастер — захід

## Виноски
1. ↑  U.S. Decennial Census. United States Census Bureau. Архів оригіналу за 26 квітня 2015. Процитовано 6 березня 2015.
2. ↑  Historical Census Browser. University of Virginia Library. Архів оригіналу за 11 серпня 2012. Процитовано 6 березня 2015.
3. ↑  Forstall, Richard L., ред. (24 березня 1995). Population of Counties by Decennial Census: 1900 to 1990. United States Census Bureau. Архів оригіналу за 20 березня 2015. Процитовано 6 березня 2015.
4. ↑  Census 2000 PHC-T-4. Ranking Tables for Counties: 1990 and 2000 (PDF). United States Census Bureau. 2 квітня 2001. Архів оригіналу (PDF) за 18 грудня 2014. Процитовано 6 березня 2015.
5. ↑  QuickFacts Chester County, Pennsylvania. Бюро перепису населення США. Архів оригіналу за 18 червня 2018. Процитовано 18 червня 2018.(англ.) Наведено за англійською вікіпедією.
6. ↑  American FactFinder. Бюро перепису населення США. Архів оригіналу за 26 лютого 2012. Процитовано 31 січня 2008. [Архівовано 2008-05-21 у Wayback Machine.]